# (57,8,1)-Blockplan
Der (57,8,1)-Blockplan ist ein spezieller symmetrischer Blockplan. Um ihn konstruieren zu können, musste dieses kombinatorische Problem gelöst werden: eine leere 57 × 57 - Matrix wurde so mit Einsen gefüllt, dass jede Zeile der Matrix genau 8 Einsen enthält und je zwei beliebige Zeilen genau 1 Eins in der gleichen Spalte besitzen (nicht mehr und nicht weniger). Das klingt relativ einfach, ist aber nicht trivial zu lösen. Es gibt nur gewisse Kombinationen von Parametern (wie hier v = 57, k = 8, λ = 1), für die eine solche Konstruktion überhaupt machbar ist. In dieser Übersicht sind die kleinsten solcher (v,k,λ) aufgeführt.

## Bezeichnung
Dieser symmetrische 2-(57,8,1)-Blockplan wird projektive Ebene oder Desarguessche Ebene der Ordnung 7 genannt.

## Eigenschaften
Dieser symmetrische Blockplan hat die Parameter v = 57, k = 8, λ = 1 und damit folgende Eigenschaften:
- Er besteht aus 57 Blöcken und 57 Punkten.
- Jeder Block enthält genau 8 Punkte.
- Je 2 Blöcke schneiden sich in genau 1 Punkt.
- Jeder Punkt liegt auf genau 8 Blöcken.
- Je 2 Punkte sind durch genau 1 Block verbunden.

## Existenz und Charakterisierung
Es existiert (bis auf Isomorphie) genau ein 2-(57,8,1) - Blockplan. Er ist selbstdual und hat die Signatur 57*280. Er enthält 16758 Ovale der Ordnung 8.

## Liste der Blöcke
Hier sind alle Blöcke dieses Blockplans aufgelistet; zum Verständnis dieser Liste siehe diese Veranschaulichung
```
  1   2   3   4   5   6   7   8
  1   9  10  11  12  13  14  15
  1  16  17  18  19  20  21  22
  1  23  24  25  26  27  28  29
  1  30  31  32  33  34  35  36
  1  37  38  39  40  41  42  43
  1  44  45  46  47  48  49  50
  1  51  52  53  54  55  56  57
  2   9  16  23  30  37  44  51
  2  10  17  24  31  38  45  52
  2  11  18  25  32  39  46  53
  2  12  19  26  33  40  47  54
  2  13  20  27  34  41  48  55
  2  14  21  28  35  42  49  56
  2  15  22  29  36  43  50  57
  3   9  20  28  36  38  46  54
  3  10  16  29  34  40  49  53
  3  11  19  23  31  42  48  57
  3  12  17  27  30  39  50  56
  3  13  22  25  35  37  47  52
  3  14  18  24  33  43  44  55
  3  15  21  26  32  41  45  51
  4   9  21  29  31  39  47  55
  4  10  22  27  33  42  46  51
  4  11  16  24  35  41  50  54
  4  12  20  23  32  43  49  52
  4  13  18  28  30  40  45  57
  4  14  17  26  36  37  48  53
  4  15  19  25  34  38  44  56
  5   9  22  24  32  40  48  56
  5  10  20  26  35  39  44  57
  5  11  17  28  34  43  47  51
  5  12  16  25  36  42  45  55
  5  13  21  23  33  38  50  53
  5  14  19  29  30  41  46  52
  5  15  18  27  31  37  49  54
  6   9  17  25  33  41  49  57
  6  10  19  28  32  37  50  55
  6  11  21  27  36  40  44  52
  6  12  18  29  35  38  48  51
  6  13  16  26  31  43  46  56
  6  14  22  23  34  39  45  54
  6  15  20  24  30  42  47  53
  7   9  18  26  34  42  50  52
  7  10  21  25  30  43  48  54
  7  11  20  29  33  37  45  56
  7  12  22  28  31  41  44  53
  7  13  19  24  36  39  49  51
  7  14  16  27  32  38  47  57
  7  15  17  23  35  40  46  55
  8   9  19  27  35  43  45  53
  8  10  18  23  36  41  47  56
  8  11  22  26  30  38  49  55
  8  12  21  24  34  37  46  57
  8  13  17  29  32  42  44  54
  8  14  20  25  31  40  50  51
  8  15  16  28  33  39  48  52
```

## Inzidenzmatrix
Dies ist eine Darstellung der Inzidenzmatrix dieses Blockplans; zum Verständnis dieser Matrix siehe diese Veranschaulichung
```
O O O O O O O O . . . . . . . . . . . . . . . . . . . . . . . . . . . . . . . . . . . . . . . . . . . . . . . . .
O . . . . . . . O O O O O O O . . . . . . . . . . . . . . . . . . . . . . . . . . . . . . . . . . . . . . . . . .
O . . . . . . . . . . . . . . O O O O O O O . . . . . . . . . . . . . . . . . . . . . . . . . . . . . . . . . . .
O . . . . . . . . . . . . . . . . . . . . . O O O O O O O . . . . . . . . . . . . . . . . . . . . . . . . . . . .
O . . . . . . . . . . . . . . . . . . . . . . . . . . . . O O O O O O O . . . . . . . . . . . . . . . . . . . . .
O . . . . . . . . . . . . . . . . . . . . . . . . . . . . . . . . . . . O O O O O O O . . . . . . . . . . . . . .
O . . . . . . . . . . . . . . . . . . . . . . . . . . . . . . . . . . . . . . . . . . O O O O O O O . . . . . . .
O . . . . . . . . . . . . . . . . . . . . . . . . . . . . . . . . . . . . . . . . . . . . . . . . . O O O O O O O
. O . . . . . . O . . . . . . O . . . . . . O . . . . . . O . . . . . . O . . . . . . O . . . . . . O . . . . . .
. O . . . . . . . O . . . . . . O . . . . . . O . . . . . . O . . . . . . O . . . . . . O . . . . . . O . . . . .
. O . . . . . . . . O . . . . . . O . . . . . . O . . . . . . O . . . . . . O . . . . . . O . . . . . . O . . . .
. O . . . . . . . . . O . . . . . . O . . . . . . O . . . . . . O . . . . . . O . . . . . . O . . . . . . O . . .
. O . . . . . . . . . . O . . . . . . O . . . . . . O . . . . . . O . . . . . . O . . . . . . O . . . . . . O . .
. O . . . . . . . . . . . O . . . . . . O . . . . . . O . . . . . . O . . . . . . O . . . . . . O . . . . . . O .
. O . . . . . . . . . . . . O . . . . . . O . . . . . . O . . . . . . O . . . . . . O . . . . . . O . . . . . . O
. . O . . . . . O . . . . . . . . . . O . . . . . . . O . . . . . . . O . O . . . . . . . O . . . . . . . O . . .
. . O . . . . . . O . . . . . O . . . . . . . . . . . . O . . . . O . . . . . O . . . . . . . . O . . . O . . . .
. . O . . . . . . . O . . . . . . . O . . . O . . . . . . . O . . . . . . . . . . O . . . . . O . . . . . . . . O
. . O . . . . . . . . O . . . . O . . . . . . . . . O . . O . . . . . . . . O . . . . . . . . . . O . . . . . O .
. . O . . . . . . . . . O . . . . . . . . O . . O . . . . . . . . . O . O . . . . . . . . . O . . . . O . . . . .
. . O . . . . . . . . . . O . . . O . . . . . O . . . . . . . . O . . . . . . . . . O O . . . . . . . . . . O . .
. . O . . . . . . . . . . . O . . . . . O . . . . O . . . . . O . . . . . . . . O . . . O . . . . . O . . . . . .
. . . O . . . . O . . . . . . . . . . . O . . . . . . . O . O . . . . . . . O . . . . . . . O . . . . . . . O . .
. . . O . . . . . O . . . . . . . . . . . O . . . . O . . . . . O . . . . . . . . O . . . O . . . . O . . . . . .
. . . O . . . . . . O . . . . O . . . . . . . O . . . . . . . . . . O . . . . . O . . . . . . . . O . . . O . . .
. . . O . . . . . . . O . . . . . . . O . . O . . . . . . . . O . . . . . . . . . . O . . . . . O . . O . . . . .
. . . O . . . . . . . . O . . . . O . . . . . . . . . O . O . . . . . . . . . O . . . . O . . . . . . . . . . . O
. . . O . . . . . . . . . O . . O . . . . . . . . O . . . . . . . . . O O . . . . . . . . . . O . . . . O . . . .
. . . O . . . . . . . . . . O . . . O . . . . . O . . . . . . . . O . . . O . . . . . O . . . . . . . . . . . O .
. . . . O . . . O . . . . . . . . . . . . O . O . . . . . . . O . . . . . . . O . . . . . . . O . . . . . . . O .
. . . . O . . . . O . . . . . . . . . O . . . . . O . . . . . . . . O . . . O . . . . O . . . . . . . . . . . . O
. . . . O . . . . . O . . . . . O . . . . . . . . . . O . . . . . O . . . . . . . . O . . . O . . . O . . . . . .
. . . . O . . . . . . O . . . O . . . . . . . . O . . . . . . . . . . O . . . . . O . . O . . . . . . . . . O . .
. . . . O . . . . . . . O . . . . . . . O . O . . . . . . . . . O . . . . O . . . . . . . . . . . O . . O . . . .
. . . . O . . . . . . . . O . . . . O . . . . . . . . . O O . . . . . . . . . . O . . . . O . . . . . O . . . . .
. . . . O . . . . . . . . . O . . O . . . . . . . . O . . . O . . . . . O . . . . . . . . . . . O . . . . O . . .
. . . . . O . . O . . . . . . . O . . . . . . . O . . . . . . . O . . . . . . . O . . . . . . . O . . . . . . . O
. . . . . O . . . O . . . . . . . . O . . . . . . . . O . . . O . . . . O . . . . . . . . . . . . O . . . . O . .
. . . . . O . . . . O . . . . . . . . . O . . . . . O . . . . . . . . O . . . O . . . O . . . . . . . O . . . . .
. . . . . O . . . . . O . . . . . O . . . . . . . . . . O . . . . . O . . O . . . . . . . . . O . . O . . . . . .
. . . . . O . . . . . . O . . O . . . . . . . . . O . . . . O . . . . . . . . . . . O . . O . . . . . . . . . O .
. . . . . O . . . . . . . O . . . . . . . O O . . . . . . . . . . O . . . . O . . . . . O . . . . . . . . O . . .
. . . . . O . . . . . . . . O . . . . O . . . O . . . . . O . . . . . . . . . . . O . . . . O . . . . . O . . . .
. . . . . . O . O . . . . . . . . O . . . . . . . O . . . . . . . O . . . . . . . O . . . . . . . O . O . . . . .
. . . . . . O . . O . . . . . . . . . . O . . . O . . . . O . . . . . . . . . . . . O . . . . O . . . . . O . . .
. . . . . . O . . . O . . . . . . . . O . . . . . . . . O . . . O . . . O . . . . . . . O . . . . . . . . . . O .
. . . . . . O . . . . O . . . . . . . . . O . . . . . O . . O . . . . . . . . . O . . O . . . . . . . . O . . . .
. . . . . . O . . . . . O . . . . . O . . . . O . . . . . . . . . . . O . . O . . . . . . . . . O . O . . . . . .
. . . . . . O . . . . . . O . O . . . . . . . . . . O . . . . O . . . . . O . . . . . . . . O . . . . . . . . . O
. . . . . . O . . . . . . . O . O . . . . . O . . . . . . . . . . . O . . . . O . . . . . O . . . . . . . . O . .
. . . . . . . O O . . . . . . . . . O . . . . . . . O . . . . . . . O . . . . . . . O . O . . . . . . . O . . . .
. . . . . . . O . O . . . . . . . O . . . . O . . . . . . . . . . . . O . . . . O . . . . . O . . . . . . . . O .
. . . . . . . O . . O . . . . . . . . . . O . . . O . . . O . . . . . . . O . . . . . . . . . . O . . . . . O . .
. . . . . . . O . . . O . . . . . . . . O . . O . . . . . . . . . O . . O . . . . . . . . O . . . . . . . . . . O
. . . . . . . O . . . . O . . . O . . . . . . . . . . . O . . O . . . . . . . . . O . O . . . . . . . . . O . . .
. . . . . . . O . . . . . O . . . . . O . . . . O . . . . . O . . . . . . . . O . . . . . . . . . O O . . . . . .
. . . . . . . O . . . . . . O O . . . . . . . . . . . O . . . . O . . . . . O . . . . . . . . O . . . O . . . . .
```

## Zyklische Darstellung
Es existiert eine zyklische Darstellung (Singer-Zyklus) dieses Blockplans, sie ist isomorph zur obigen Liste der Blöcke. Ausgehend von dem dargestellten Block erhält man die restlichen Blöcke des Blockplans durch zyklische Permutation der in ihm enthaltenen Punkte.
```
  1   2   4  14  33  37  44  53
```

## Orthogonale Lateinische Quadrate (MOLS)
Diese Projektive Ebene der Ordnung 7 ist äquivalent mit diesen 6 MOLS der Ordnung 7: 
{\displaystyle {\begin{bmatrix}1&2&3&4&5&6&7\\2&4&6&3&1&7&5\\3&6&5&7&4&1&2\\4&3&7&6&2&5&1\\5&1&4&2&7&3&6\\6&7&1&5&3&2&4\\7&5&2&1&6&4&3\end{bmatrix}}\quad {\begin{bmatrix}1&3&4&5&6&7&2\\2&6&3&1&7&5&4\\3&5&7&4&1&2&6\\4&7&6&2&5&1&3\\5&4&2&7&3&6&1\\6&1&5&3&2&4&7\\7&2&1&6&4&3&5\end{bmatrix}}\quad {\begin{bmatrix}1&4&5&6&7&2&3\\2&3&1&7&5&4&6\\3&7&4&1&2&6&5\\4&6&2&5&1&3&7\\5&2&7&3&6&1&4\\6&5&3&2&4&7&1\\7&1&6&4&3&5&2\end{bmatrix}}}
{\displaystyle {\begin{bmatrix}1&5&6&7&2&3&4\\2&1&7&5&4&6&3\\3&4&1&2&6&5&7\\4&2&5&1&3&7&6\\5&7&3&6&1&4&2\\6&3&2&4&7&1&5\\7&6&4&3&5&2&1\end{bmatrix}}\quad {\begin{bmatrix}1&6&7&2&3&4&5\\2&7&5&4&6&3&1\\3&1&2&6&5&7&4\\4&5&1&3&7&6&2\\5&3&6&1&4&2&7\\6&2&4&7&1&5&3\\7&4&3&5&2&1&6\end{bmatrix}}\quad {\begin{bmatrix}1&7&2&3&4&5&6\\2&5&4&6&3&1&7\\3&2&6&5&7&4&1\\4&1&3&7&6&2&5\\5&6&1&4&2&7&3\\6&4&7&1&5&3&2\\7&3&5&2&1&6&4\end{bmatrix}}}

## Oval
Ein Oval des Blockplans ist eine Menge seiner Punkte, von welcher keine drei auf einem Block liegen. Hier ist ein Beispiel eines Ovals maximaler Ordnung dieses Blockplans:
```
  1   2   9  17  26  32  43  55
```